# Rhabdospora oleandri
Rhabdospora oleandri är en lavart som beskrevs av Durieu & Mont. 1849. Rhabdospora oleandri ingår i släktet Rhabdospora och familjen Mycosphaerellaceae.   Inga underarter finns listade i Catalogue of Life.